# Hannah Crocker
Hannah Crocker (27 de juny, 1752, Boston – 11 de juliol, 1829, a Roxbury, Mass) va ser una assatgista estatunidenca i una de les primeres defensores dels drets de les dones als Estats Units, i també una pionera de les dones francmaçones i espia durant la revolució americana. Va néixer en l'il·lustre família Mather sent la pubilla de la seva llarga tradició puritana. La seva contribució més important va ser el llibre de 1818 anomenat Observations on the Real Rights of Women en el qual argumentava que l'educació era crucial pel futur de les dones. Aquest llibre incorporava una valenta defensa de Mary Wollstonecraft, qui era vista com una llibertina. L'obra de Crocker va ser el primer llibre d'un autor estatunidenc en favor dels drets de les dones.

## Vida
Hannah Mather va néixer el 27 de juny de 1752 al barri de North End de Boston. Era la filla de Samuel Mather, un capellà Congregacionalista, i Hannah Hutchinson. A causa de l'ofici del seu pare, va ser criada en un ambient religiós i ella mateixa va ser fortament religiosa tota la vida. A més a més, el seu pare era un home culte defensor de l'educació de les noies, cosa que la va portar a una vida de defensa dels drets de les dones. Li van ensenyar llenguatge, història, teologia i literatura, i llegia sovint
A Reminiscences and Traditions of Boston, explicava que havia espiat per les forces americanes a les vespres de la Revolució Americana, quan era adolescentr. Es va casar amb Joseph Crocker el 1779. Joseph Crocker era un graduat de Harvard i capità durant la guerra de la independència. Joseph també era defensor dels drets de les dones. Ell va escriure un assaig anomenat North Square Creed on defensa l'autodeterminació de les dones i el dret a tenir veu al matrimoni. Amb Crocker, Hannah va tenir 10 nens entre 1780 i 1795. Durant el seu matrimoni, es va veure involucrada a la francmaçoneria, i va treballar per fer avançar la posició de les dones a la societat basant-se en valors maçònis. Va passar molt de temps escrivint, i aviat va esdevenir una assatgista i poeta reconeguda. El 1812 va fundar l'Escola d'Industria per ajudar a noies en situació d'exclusió social a aprendre oficis i poder esdevenir econòmicament independents. Va morir l'11 de juliol de 1829.

## Obres
Abans del seu matrimoni, Hannah Mather Crocker va espiar per les forces americanes abans de la revolució americana. Després de criar els seus fills, va començar a escriure seriosament. Les seves obres més famoses són: 
- A Series of Letters on Free Masonry
- North Square Creed
- The School of Reform; o, Seaman's Safe Pilot to the Cape of Good Hope
- Observations on the Real Rights of Women, with Their Appropriate Duties,
- Reminiscences and Traditions of Boston, Agreeable to Scripture, Reason and Common Sense.

A Observations on the Real Rights of Women, Crocker argumentava que eren homes i dones eren iguals en tots els respectes. També va fundar Lògia de St Anne, una lògia femenina per aprendre literatura i ciència, fonamentat-se en valors maçònics.